# 李震 (1914年)

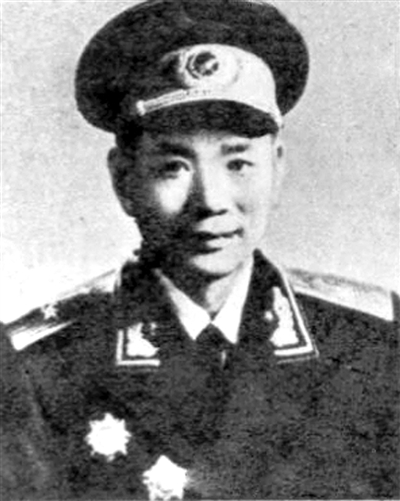
曾任中华人民共和国公安部部长的李震

李震（1914年12月—1973年10月20日），河北省藁城縣人，中华人民共和国公安部部长，中國共產黨第九屆、第十屆中央委員。1973年自杀身亡。

## 生平
出生于河北省藁城县庄合村，年少读书时期由村里的抗日名将郝梦龄将军资助，曾就读于清华大学新闻系。1936年12月加入牺盟会办的山西太原民训团，1937年加入中國共産黨，同年被黨組織派往山西國民革命軍官教導團，任太行軍區第六軍分區政治部主任，太行軍區第六縱隊十八旅政治委員，太行軍區第六縱隊政治部主任、政治委員，中原野战军第6纵队政治部副主任、代主任，2野第12军副政委。
中華人民共和國成立後，任中國人民解放軍12軍副政治委員、中國人民志願軍12軍政治委員、中國人民志願軍第三兵團政治部主任、沈陽軍區政治部副主任、主任、副政治委員兼政治部主任，1955年授少将军衔。
1966年出任公安部副部长。1972年谢富治病故，李震接任公安部长。期间和康生制造了数起假案，包括中国共产党中央非常委员会案和“石、闻、宋反革命集团谋害苏枚”案。
1973年10月20日夜，李震在东长安街公安部机关大院地下热力管道的地道里服安眠药后上吊自杀。
1977年，第十七次全国公安会议报请中央批准后宣布，李震是畏罪自杀：1973年10月，中央追查陈伯达交待的一份材料，李震感到十分恐惧，畏罪自杀。